# Incertae sedis
incertae sedis（インケルタエ・セディス、英語読み インサーティ・シーディス）は、ラテン語で「地位が不確実」という意味の句である。英語に逐語訳すると uncertain seat となる。
分類学で、上位分類群が決まっていない場合に使われる。たとえば、ある目がいくつかの科に分類されているが科が未定の属がある場合、目の下に直接その属を書き、incertae sedis と添える。

## 使用法
正式な書式というものはなく、さまざまに使われる。以下はよく使われるいくつかの書式である。
- Order A-iformes （A目）
  - Family A-idae （A科）
    - Genus A-us （A属）

  - Family B-idae （B科）
  - Genus C-us incertae sedis （C属）

- Order A-iformes
  - Family A-idae
    - Genus A-us

  - Family B-idae
  - Family incertae sedis
    - Genus C-us

文中で使う例
Genus C-us is incertae sedis.